# Iwan Michailowitsch Antipin
Iwan Michailowitsch Antipin (russisch Иван Михайлович Антипин; * im 18. Jahrhundert; † im 18. Jahrhundert) war ein russischer Forschungsreisender und Ethnograph.

## Leben
Der sibirische Adlige Antipin lebte und arbeitete im Ostrog Bolscherezk (jetzt Ust-Bolscherezk) an der Bolschaja-Mündung an der Südwest-Küste Kamtschatkas. Er hatte in Irkutsk die Japanisch-Sprachschule besucht.  Er arbeitete zeitweise für den Jakutsker Kaufmann Pawel Lebedew-Lastotschkin.
Antipin fuhr im Auftrag der Akademie der Wissenschaften 1773 mit einer großen Baidarka von Bolscherezk zu den Kurilen, um sehenswürdige Dinge für das Naturalienkabinett der Akademie zu sammeln. Er lieferte Berichte über die Natur und die Bewohner der südlichen Kurilen und Hokkaidos und eine Sammlung von Naturalien und Gebrauchsgegenständen der Bewohner.
Anfang 1775 erhielt die Akademie eine große Anzahl von kurilischen Waffen und Geräten sowie viele Tiere, Vögel, Fische und Meerespflanzen. Im Juni 1775 erhielt Antipin vom Vorsteher Kamtschatkas Magnus Carl von Behm persönlich eine Instruktion mit der Anweisung, die Bewohner der südlichen Kurilen zu russischen Untertanen zu machen. Sogleich fuhr Antipin mit dem Seefahrer F. Putinzow von Petropawlowsk-Kamtschatski zur Insel Urup. Antipin lebte nun dort mit Unterbrechungen bis 1780.
Im Mai 1778 kam auf der Brigantine St. Natalja unter dem Kommando des Steuermanns M. Petuschkow der Adlige Dmitri Jakowlewitsch Schabalin nach Urup und übernahm das Kommando der Expedition Antipins. Mit drei Baidarkas fuhr die Expedition zu den südlichen Kurileninseln und machte die Bewohner zu Untertanen mit Übergabe von Geschenken an die Stammesältesten. Im Oktober 1778 war Antipin zurück auf Urup und diente nun als Dolmetscher und als Beauftragter der Kamtschatka-Verwaltung für die Verleihung der Staatsbürgerschaft. Die Aufnahme der Ainu der Kurilen in das Kaiserreich Russland war politisch wichtig. Viele wurden zum Christentum bekehrt.
Als 1779 die St. Natalja aus Ochotsk nach Urup kam, strandete sie bei einem starken Erdbeben, sodass die Mannschaft nun auf Urup überwintern musste. Mit Schabalin besuchte Antipin mit Baidarkas weitere Kurileninseln und auch Kunaschir und Hokkaido. Antipin kam im September 1780 mit einer Baidarka nach Kamtschatka zurück.
Antipins Namen tragen ein Berg, ein Kap und ein Fluss der Insel Urup.